# Becoming Bond
Becoming Bond es una película dramática documental estadounidense de 2017 que explora los primeros años y el casting del actor australiano George Lazenby como James Bond en la película On Her Majesty's Secret Service, su eventual decisión de dejar el papel y el efecto que todo tuvo en su carrera y el resto de su vida. La película emplea el uso de dramatizaciones recreadas de la vida de Lazenby intercaladas con imágenes reales de entrevistas suyas. La película fue escrita, producida y dirigida por Josh Greenbaum y se estrenó en Hulu el 20 de mayo de 2017.

## Reparto
- George Lazenby como él mismo

Reparto de recreación
- Josh Lawson como George
- Kassandra Clementi como Belinda
- Teressa Liane como June Green
- Landon Ashworth como Ken Gherety
- Nathan Lovejoy como Chook Warner
- Jane Seymour como Maggie
- Jeff Garlin como Harry Saltzman
- Jake Johnson como Peregrine Carruthers
- Dana Carvey como Johnny Carson